# Gabrielle Anwar
Gabrielle Anwar (Laleham, 4 febbraio 1970) è un'attrice britannica naturalizzata statunitense.

## Biografia
È nata nel Middlesex, figlia di Shirley Hills, attrice, e Tariq Anwar, un montatore cinematografico nato in India. Studia recitazione e danza a Londra. Dopo aver lavorato in alcune produzioni televisive britanniche, si trasferisce negli Stati Uniti in cerca di fortuna, assieme a Craig Sheffer, attore statunitense con il quale ha lavorato e con cui intraprende una relazione sentimentale da cui nasce una figlia. In seguito ha un altro figlio dall'ex marito John Verea.
Nel 1992 conosce grande popolarità grazie alla partecipazione al film Scent of a Woman - Profumo di donna, dove recita al fianco di Al Pacino e Chris O'Donnell, a tutt'oggi la sua interpretazione più nota. Grazie alla fama acquisita nell'occasione, le offerte di lavoro aumentano e negli anni seguenti recita nei film Ultracorpi - L'invasione continua (1993), Amore con interessi (1993), quest'ultimo al fianco di Michael J. Fox, I tre moschettieri (1993) e Cosa fare a Denver quando sei morto (1995).
Dopo un inizio di carriera promettente, l'attrice inizia a collezionare partecipazioni a diversi film di serie B; in questo periodo il suo ruolo di maggior rilievo è in The Guilty - Il colpevole (2000), al fianco di Bill Pullman. Nel 2007 ritorna alla ribalta grazie alla televisione, con le serie I Tudors, dove interpreta Margaret Tudor, e Burn Notice - Duro a morire, in cui recita nel ruolo di un'ex volontaria dell'IRA. Nel 2017 entra nel cast della serie C'era una volta nel ruolo di Victoria Belfrey.

## Filmografia

### Cinema
- Manifesto, regia di Dušan Makavejev (1988)
- Tuffo nel buio (Wild Hearts Can't Be Broken), regia di Steve Miner (1991)
- Un agente segreto al liceo (If Looks Could Kill), regia di William Dear (1991)
- Scent of a Woman - Profumo di donna (Scent of a Woman), regia di Martin Brest (1992)
- Ultracorpi - L'invasione continua (Body Snatchers), regia di Abel Ferrara (1993)
- Amore con interessi (For Love or Money), regia di Barry Sonnenfeld (1993)
- I tre moschettieri (The Three Musketeers), regia di Stephen Herek (1993) – Anna d'Austria
- Intrigo perverso (Innocent Lies), regia di Patrick Dewolf (1995)
- Cosa fare a Denver quando sei morto (Things to Do in Denver When You're Dead), regia di Gary Fleder (1995)
- The Grave, regia di Jonas Pate (1996)
- Nevada, regia di Gary Tieche (1997)
- Sub Down, regia di Gregg Champion (1997)
- Surf, onde e bionde (Beach Movie), regia di John Quinn (1998)
- The Manor - La dimora del crimine (The Manor ), regia di Ken Berris (1999)
- Kimberly, regia di Frederic Golchan (1999)
- If You Only Knew, regia di David Snedeker (2000)
- The Guilty - Il colpevole (The Guilty), regia di Anthony Waller (2000)
- North Beach, regia di Jed Mortenson e Richard Speight Jr. (2000)
- Turbolence 3 (Turbulence 3: Heavy Metal), regia di Jorge Montesi (2001)
- Swarm - Minaccia dalla giungla (Flying Virus), regia di Jeff Hare (2001)
- Save It for Later, regia di Clark Brigham (2003)
- 9/Tenths, regia di Bob Degus (2006)
- Il segreto di Claire (The Marsh), regia di Jordan Barker (2006)
- Crazy Eights, regia di James K. Jones (2006)
- iMurders, regia di Robbie Bryan (2008)
- Questioni di famiglia (The Family Tree), regia di Vivi Friedman (2011)
- A Warrior's Heart, regia di Michael F. Sears (2011)

### Televisione
- Hideaway – miniserie TV, 6 puntate (1986)
- Storyteller – serie TV, episodio 1x02 (1988)
- First Born – serie TV, episodio 1x03 (1988)
- Summer's Lease – serie TV, episodi 1x03-1x04 (1989)
- Le cronache di Narnia (The Chronicles of Narnia) – serie TV, episodi 2x03-2x04-2x06 (1989)
- Press Gang – serie TV, 12 episodi (1990)
- I misteri della giungla nera (Das Geheimnis des schwarzen Dschungels), regia di Kevin Connor – miniserie TV (1991)
- Beverly Hills 90210 (Beverly Hills, 90210) – serie TV, episodio 2x19 (1992)
- Fallen Angels – serie TV, episodio 1x01 (1993)
- Un problema d'onore (In Pursuit of Honor), regia di Ken Olin – film TV (1995)
- The Ripper - Nel cuore del terrore (The Ripper), regia di Janet Meyers – film TV (1997)
- My Little Assassin, regia di Jack Bender – film TV (1999)
- Without Malice, regia di Rob W. King – film TV (2000)
- How to Marry a Billionaire: A Christmas Tale, regia di Rod Daniel – film TV (2000)
- The Practice - Professione avvocati (The Practice) – serie TV, episodio 6x09 (2001)
- Sherlock, regia di Graham Theakston – film TV (2002)
- John Doe – serie TV, episodi 1x09-1x12 (2002-2003)
- L'ombra del passato (Try to Remember), regia di Jeff Beesley – film TV (2004)
- L'isola misteriosa (Mysterious Island), regia di Russell Mulcahy – film TV (2005)
- Tutta la verità (Long Lost Son), regia di Brian Trenchard-Smith – film TV (2006)
- The Librarian 2 - Ritorno alle miniere di Re Salomone (The Librarian: Return to King Solomon's Mines), regia di Jonathan Frakes – film TV (2006)
- I Tudors (The Tudors) – serie TV, 6 episodi (2007) – Margherita Tudor
- Burn Notice - Duro a morire (Burn Notice) – serie TV, 111 episodi (2007-2013)
- Law & Order - Unità vittime speciali (Law & Order: Special Victims Unit) – serie TV, episodio 9x14 (2008)
- Lies Between Friends, regia di Walter Klenhard – film TV (2010)
- Nora Roberts - L'estate dei misteri (Carnal Innocence), regia di Peter Markle – film TV (2011)
- C'era una volta (Once Upon a Time) – serie TV, 11 episodi (2017-2018)

## Riconoscimenti
- Fangoria Chainsaw Awards
  - 1994 – Candidatura alla miglior attrice per Ultracorpi - L'invasione continua

- Gemini Awards
  - 2008 – Candidatura alla miglior guest star per I Tudors

- Teen Choice Awards
  - 2018 – Candidatura alla miglior attrice per C'era una volta
  - 2010 – Miglior cattivo per C'era una volta

## Doppiatrici italiane
Nelle versioni in italiano dei suoi film, Gabrielle Anwar è stata doppiata da:
- Eleonora De Angelis in Amore con interessi, I Tudors
- Micaela Esdra in The Guilty - Il colpevole, Fallen Angels
- Georgia Lepore in Press Gang, I misteri della giungla nera
- Monica Ward in The Manor - La dimora del crimine, Un problema d'onore
- Stella Musy in Tuffo nel buio
- Cristiana Lionello in Un agente segreto al liceo
- Chiara Colizzi in Scent of a Woman - Profumo di donna
- Laura Lenghi in I tre moschettieri
- Barbara De Bortoli in Cosa fare a Denver quando sei morto
- Francesca Manicone in Surf, onde e bionde
- Tiziana Avarista in If You Only Knew
- Claudia Catani in Swarm - Minaccia dalla giungla
- Rossella Acerbo ne Il segreto di Claire
- Antonella Baldini in Beverly Hills 90210
- Patrizia Mottola in L'ombra del passato
- Ilaria Stagni in L'isola misteriosa
- Sabrina Duranti in Burn Notice - Duro a morire
- Francesca Fiorentini in Law & Order - Unità vittime speciali
- Benedetta Degli Innocenti in Nora Roberts - L'estate dei misteri
- Claudia Razzi in C'era una volta